# F23.8 (ЕП)
F23.8 (ЕП) Лука Ивановић ојављује 31. јануара 2023. године објављује ЕП F23.8, који садржи четири сингла које је објављивао током 2021. и 2022. године: А house on the hill, Аmsterdam, Нeartless и 238.

## Детаљи
Лука је аутор музике и текста на ЕП и коаутор и продуцент 'F23.8' са продуцентима Давидеом Фотијем и Маџедом, радећи и са креативним директором Васом Вуом да створи визуелни свет ЕП-а.
Наслов ЕП-а, Ф23.8, је психолошка дијагноза прекинуте перцепције стварности, која представља Луково сопствено ментално здравље током пандемије и његово поновно откривање као уметника. Тема ЕП-а је борба са сломом срца кроз приповедање.
О песмама и ЕП Лука је рекао у интервјуима
Уметничко дело је повећана јакна са балоном од хелијума која ме води далеко од свих проблема..
Кућа на брду је хорор прича и љубавна прича о двоје људи који се налазе на месту којег се већина људи плаши и које за њих представља уточиште. Њихова љубав је злогласна као градска уклета кућа, али то је њихово уточиште. Уточиште се претвара у пакао пре пада попут пушке и позоришног вриска у песми. Желео сам да завршим ЕП песмом о враћању свести којој је Ф уклоњен – што означава крај битке са надреалношћу..
Амстердам је једна од мојих омиљених песама које сам икада написао, то је сарадња интензивне радости и туге – било је тренутака када сам имао јаке болове у стомаку када сам био стварно тужан, а онда би се убрзо претворио у наду и срећу као налет аутотуне мисли и тако сам желео да компонујем песму – меланхоличну и хиперпоп. Музички спот је био само камера која ме је пратила на халуциногеном путу – понекад можете видети оно што ја видим понекад не можете – што је баш као недостижни тренуци среће које сам доживљавао..

## Списак песама
Дигитална верзија TF23.8 ЕП садржи 4 песама укупног трајања 9 минута и 61. секунд, издање 31. јануар 2023. године. Подаци о албуму су припремљени на основу изворног материјала: